# Demetrio Zanini i Gallart
Demetrio Zanini i Gallart (Barcelona, 18 de novembre de 1868 – 1922) fou un col·leccionista català. El seus pares eren Antoni Zanini i Mascaró fuster d'ofici natural de Barcelona i Margarida Gallart i Torner nascuda a la Barceloneta. S'especialitzà en l'elaboració de reculls d'autògrafs, targetes i fotografies, especialment durant els anys finals del segle xix. Fou també un filatèlic de relleu a la capital catalana i establí com a resultat de la seva activitat col·leccionista i empresarial un gran nombre de relacions arreu del món, que treballà activament per estendre molt més enllà del simple comerç de segells, a altra mena d'operacions comercials de caràcter internacional. L'octubre de 1905 fou detingut acusat de fabricació de segells falsos i li'n foren confiscats diversos paquets i els estris necessaris per imprimir-los.
El seu fons personal es conserva a l'Arxiu Nacional de Catalunya. El fons és integrat principalment per la documentació epistolar (264 unitats) aplegada i produïda per Demetrio Zanini i Gallart en el marc de la seva activitat de lleure, principalment, com a col·leccionista d'autògrafs, encara que conté també efectes postals i correspondència relatius al seu interès filatèlic d'àmbit internacional, que el portà a relacionar-se amb col·leccionistes dels actuals Austràlia, Etiòpia, Japó, Kènia, Índia, Nova Zelanda, Sud-àfrica o la Xina. Entre la correspondència amb personalitats de la política, l'exèrcit o l'art, cal destacar les cartes, entre més d'un centenar, de Gabriele d'Annunzio, Otto von Bismarck, Camille Flammarion, Ricciotti Garibaldi, William E. Gladstone, Henrik Ibsen, Ruggiero Leoncavallo, Theodor Mommsen, Arthur W. Peel, Herbert Spencer, Lev N. Tolstoi o Jules Verne. En el seu conjunt el fons facilita una aproximació al món del col·leccionisme i a alguns dels personatges més rellevants actius a la darrera dècada del segle xix.